# Rue Madame Curie
La rue Madame Curie (شارع مدام كوري) est une rue du centre-ville de Beyrouth, capitale du Liban. 

## Situation et accès
Cette rue commence rue Badr Demachkieh dans le quartier de Raouché du district de Ras Beyrouth et s'étend d'ouest en est par le quartier de Qoreitem-Snoubra. Elle coupe la rue Alfred Nobel et la rue Dunant, avant de tourner dans la rue Marie Eddé. La rue s'étend au sud du campus de l'université américaine de Beyrouth. L'hôtel Bristol donne dans cette rue.

## Origine du nom
Elle doit son nom à la célèbre chimiste Marie Curie (1867-1934), Prix Nobel de chimie en 1911.

## Historique
En 2008, le prix moyen d'un appartement résidentiel rue Madame Curie était de 2 500 dollars le m2.